# Neckartäle
Das Neckartäle ist ein vom Landratsamt Villingen am 2. Februar 1956 durch Verordnung ausgewiesenes Landschaftsschutzgebiet auf dem Gebiet der Gemeinde Dauchingen.

## Lage
Das Landschaftsschutzgebiet Neckartäle liegt am Oberlauf des Neckars etwa ein Kilometer östlich der Ortslage von Dauchingen.

## Landschaftscharakter
Der tief eingeschnittene Talabschnitt ist an den steilen Hängen größtenteils bewaldet. Oberhalb der Neckarmühle befindet sich ein offener Magerrasenhang. Entlang des Neckars befinden sich einige Wiesen.

## Zusammenhängende Schutzgebiete
Die bewaldeten Hänge sind als Schonwald Dauchinger Neckartäle ausgewiesen, der direkt an den Schonwald Deißlinger Neckartäle anschließt.
Das Gebiet ist Bestandteil des FFH-Gebiets Baar, Eschach und Südostschwarzwald und des Vogelschutzgebiets Baar.